# Беркакит (станция)
Беркакит — железнодорожная станция на Амуро-Якутской магистрали в Нерюнгринском районе Якутии. Расположена в одноимённом посёлке в 9 км к югу от станции Нерюнгри-Пассажирская.

## История
Появилась при строительстве к 1979 году железнодорожной магистрали Бамовская — Тында — Беркакит на Байкало-Амурской магистрали.

## Инфраструктура
Дистанция пути: Беркакитская ПЧ-23.
Благодаря станции, посёлок Беркакит выполняет функции транспортного центра — его население занято в основных и вспомогательных производствах железнодорожной станции.

## Галерея

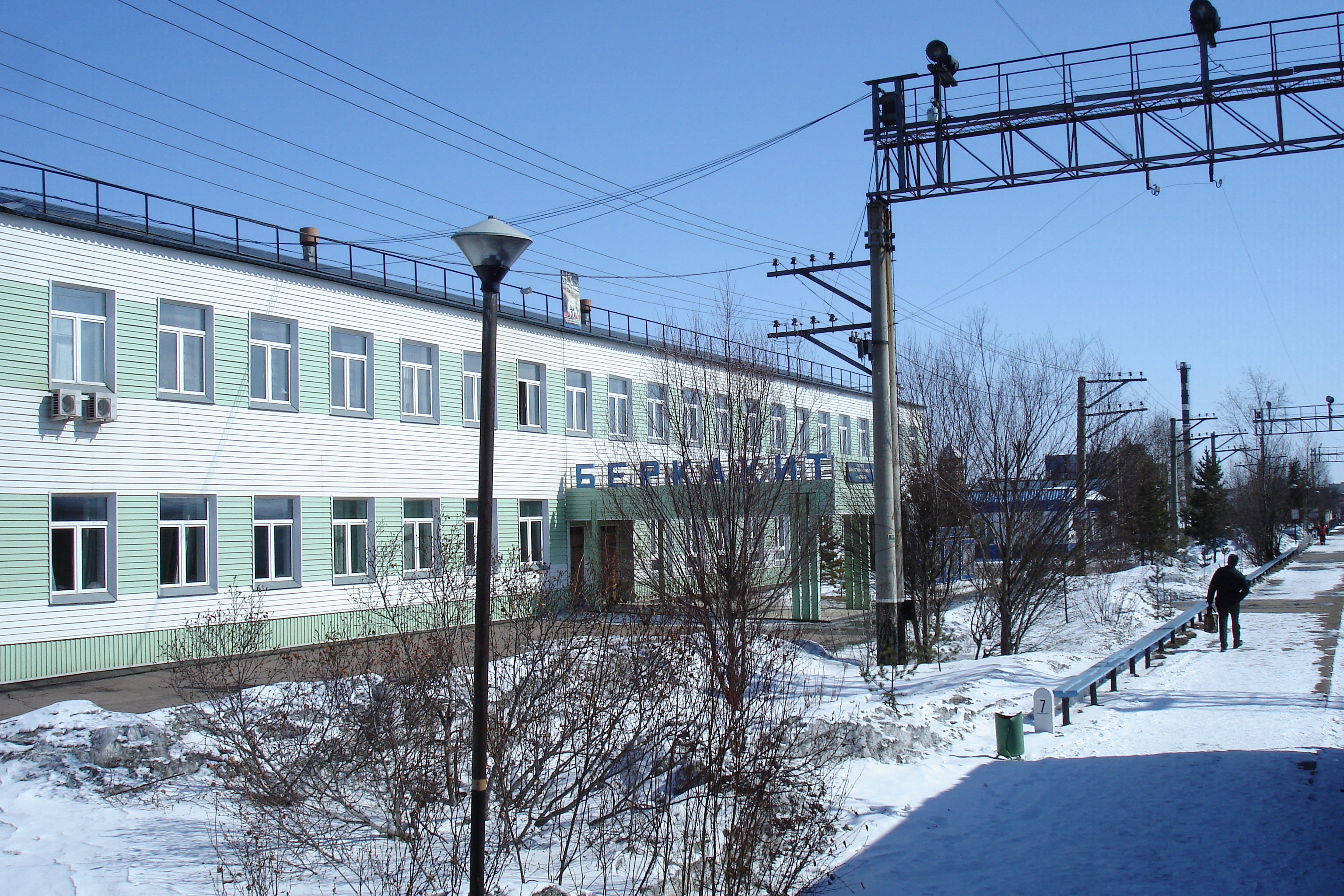
Вокзал станции Беркакит
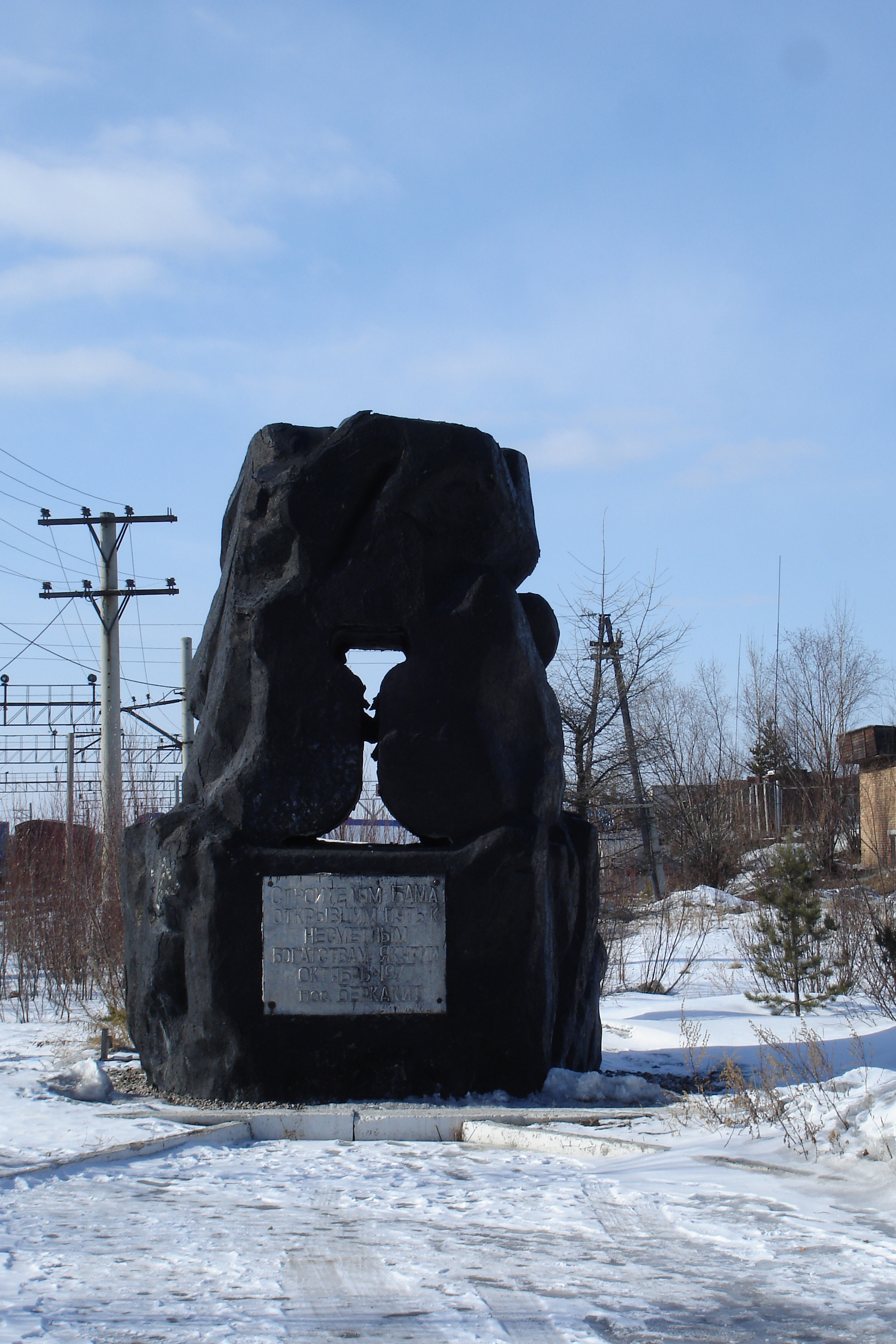
Памятник строителям БАМа около вокзала
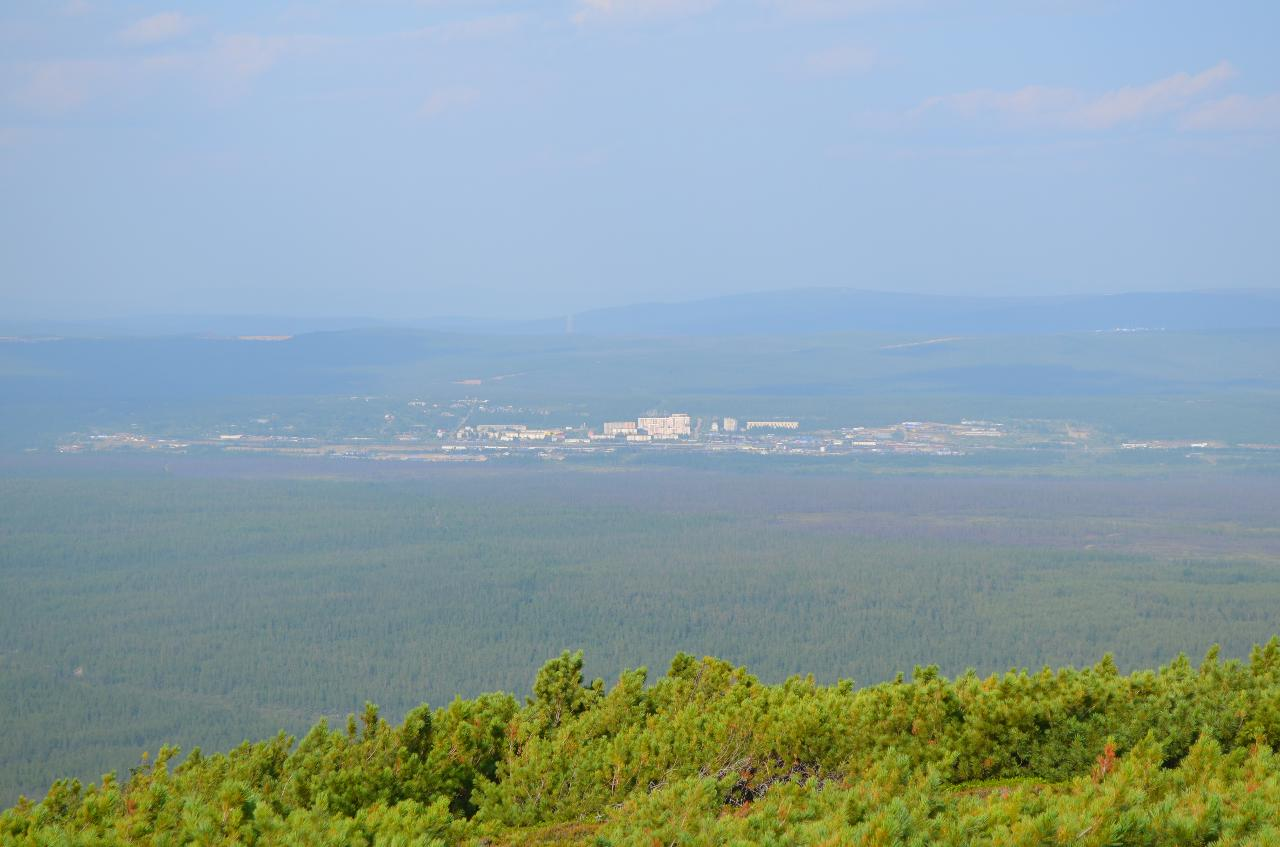
Вид на Беркакит с вершины Лысой сопки